# Акіта Ютака
Акіта Ютака (яп. 秋田 豊, нар. 6 серпня 1970, Нагоя) — японський футболіст.

## Виступи за збірну
1995 року дебютував в офіційних матчах у складі національної збірної Японії. Відтоді провів у формі головної команди країни 44 матчі.

## Статистика виступів
| Збірна Японії | Збірна Японії | Збірна Японії |
| Роки          | Ігри          | голи          |
| ------------- | ------------- | ------------- |
| 1995          | 2             | 1             |
| 1996          | 2             | 0             |
| 1997          | 16            | 2             |
| 1998          | 10            | 0             |
| 1999          | 7             | 0             |
| 2000          | 0             | 0             |
| 2001          | 0             | 0             |
| 2002          | 3             | 0             |
| 2003          | 4             | 1             |
| Усього        | 44            | 4             |

## Титули і досягнення
- Клубні:
  - Чемпіон Японії: 1996, 1998, 2000, 2001
  - Володар Кубка Імператора: 1997, 2000
  - Володар Кубка Джей-ліги: 1997, 2000, 2002
  - Володар Суперкубка Японії: 1997, 1998, 1999
- Особисті:
  - у символічній збірній Джей-ліги: 1997, 1998, 2000, 2001